# Серпово (Вологодская область)
Серпово — деревня в Никольском районе Вологодской области.
Входит в состав Кемского сельского поселения (с 1 января 2006 года по 1 апреля 2013 года входила в Верхнекемское сельское поселение), с точки зрения административно-территориального деления — в Верхнекемский сельсовет.
Расстояние по автодороге до районного центра Никольска — 56,5 км, до центра муниципального образования посёлка Борок — 6,5 км. Ближайшие населённые пункты — Княжево, Демино, Борок.
По переписи 2002 года население — 19 человек.